# Muzej Like Gospić
Muzej Like Gospić, muzejska ustanova u Gospiću. 

## Povijest
Osnovan je 1. studenoga 1958. godine kao središnja kulturna ustanova Općine Gospić. Od 1965. nalazi se u današnjoj kasnobaroknoj zgradi u Dr. Franje Tuđmana 3,
spomeniku kulture - B kategorije, građenom koncem 18. stoljeća 1789. godine kao ured i stan general pukovnika Ličke pukovnije u vrijeme Vojne krajine.
Od trenutka osnutka je kao Muzej općine Gospić, a 1970. godine prerasta u regionalni muzej, odnosno od tada skrbi za svu pokretnu spomeničku baštinu, te za nepokretne spomenike kulture na području regije Like, danas kontinentalnog dijela Ličko-senjske županije.
Glavna zadaća Muzeja je upoznavati lokalno stanovništvo i posjetitelje iz drugih krajeva s bogatom zavičajnom kulturnopovijesnom baštinom kroz sakupljanje, čuvanje, zaštitu, proučavanje, obradu, prezentaciju i objavljivanje muzejske građe.

## Odjeli muzeja
Prema kategorizaciji, Muzej Like Gospić pripada grupi kompleksnih muzeja, što znači da unutar svoje institucije objedinjuje i skrbi o svim područjima iz burne i bogate prošlosti ličkog prostora:
- Arheološki odjel s pripadajućim Lapidarijem,
- Numizmatički odjel,
- Kulturno povijesni odjel s pripadajućom Zbirkom oružja,
- Etnografski odjel,
- Galerijski odjel,
- Prirodoslovni odjel s poentom Velebita.

Jedna od posebnosti ovog Muzeja je jedina na području Županije tradicionalna likovna manifestacija Ličkog likovnog anala ili popularno nazvanog Likanale, koja od 1966. godine neprekidno okuplja velik broj renomiranih umjetnika - slikara, kipara, grafičara, keramičara, koji su osebujnim vezama utkani u ove prostore, a čija djela tvore bogat galerijski Fundus Muzeja.
Muzej je do sada sudjelovao ili provodio brojna arheološka istraživanja (Konjsko Brdo 1975.; Kosinjska dolina 1987. – 1989.; Jankuša pećina 1988.; Bužim 1996.; Žuta Lokva 1996. – 2001.; Udbina 1996-2001.; Lički Novi 1999.; Mušaluk 2001.). Uz započeta istraživanja iz antičkog i srednjovjekovnog razdoblja, planirana su istraživanja i na drugim lokalitetima.
Otvoren je novi Stalni postav arheologije Terra viva kojim se objedinjuje sveukupna slika Like od pretpovijesti do konca srednjeg vijeka, odnosno turske vladavine.
Stalni postav etnografije nalazi se unutar muzejskog dvorišta, u posebnoj, tradicionalnoj ličkoj kući brvnašici sa šimlom kao pokrovom i pripadajućim interijernim uređenjem, koji uz manje izmjene prati tradicionalna događanja tijekom godišnjih doba.
Za sada su posjetiteljima u Muzeju dostupni Stalni postav arheologije, Etnografski postav i Lapidarij, te povremene izložbe prema godišnjim planovima.
Muzej posjeduje i stručnu biblioteku koja pripada otvorenom tipu i na taj način se ostvaruje određeni kontakt s korisnicima, posebice učenicima i studentima.
Ujedno se radi i na stalnoj godišnjoj edukaciji djece, od predškolske do adolescenske dobi, u suradnji s vrtićem, školama i fakultetima.
Kao posebna, ali pripadajuća muzejska jedinica postoji i Memorijalni centar "Nikola Tesla" u Smiljanu koji je otvoren 10. srpnja 2006. godine povodom obilježavanja 150 godina rođenja Nikole Tesle. 